# Nyírvasvári
Nyírvasvári är en ort i Ungern.   Den ligger i provinsen Szabolcs-Szatmár-Bereg, i den nordöstra delen av landet, 240 km öster om huvudstaden Budapest. Nyírvasvári ligger 147 meter över havet och antalet invånare är 1 971.
Terrängen runt Nyírvasvári är mycket platt, och sluttar österut. Runt Nyírvasvári är det ganska glesbefolkat, med 28 invånare per kvadratkilometer. Närmaste större samhälle är Nyírbátor, 4,4 km väster om Nyírvasvári. Omgivningarna runt Nyírvasvári är en mosaik av jordbruksmark och naturlig växtlighet.